# 12227 Penney
12227 Penney (1985 TO3) là một tiểu hành tinh vành đai chính được phát hiện ngày 11 tháng 10 năm 1985 bởi C. S. Shoemaker và E. M. Shoemaker ở Đài thiên văn Palomar.